# 류숙 (조선)
류숙(柳潚, 1564년 ~ 1636년)은 조선의 문신이다. 본관은 고흥(高興). 자는 연숙(淵叔), 호는 취흘(醉吃).

## 생애
1597년(선조 30) 정시 문과에 병과로 급제하고, 1598년 승문원정자로 있을 때 영의정 류성룡(柳成龍)을 비판하였다. 1599년 한림(翰林)에 선발되어 예문관검열, 세자시강원의 설서·사서를 역임하고 다음해 암행어사에 임명되어 각지의 민정을 시찰하였다. 이어 홍문관의 부수찬·수찬, 장흥판관을 역임하였다.
1608년(광해군 즉위년) 호당에 선발되어 사가독서(賜暇讀書)의 혜택을 받았고, 이후 홍무관의 부교리·교리·부응교·응교, 사헌부의 장령·지평·집의, 사간원사간, 부호군·종부시정 등을 역임하였다.
1612년(광해군 4)에 일어난 김직재(金直哉)의 옥을 다스린 공로로, 1613년 형난공신(亨難功臣)으로 책록되었다. 1613년 예조참의로 승진하였고, 병조참지, 동부승지·대사간·부제학을 지내고 형조참판, 병조참판 등을 역임하였다.
대북계열의 관료로서 계축옥사에도 참여하였다. 1623년 인조반정이 일어나자 이이첨(李爾瞻)의 심복으로 지목받아 청하(淸河)에 위리안치되고, 그 뒤 숙부 유몽인(柳夢寅)의 역모사건에 연좌되어 다시 위리안치되었다.

## 저서
- 《취흘집》

## 문화재
- 유숙 초상 및 관련 교지